# József Szalma
József Szalma (ur. 22 sierpnia 1966 w Tatabányi) – węgierski piłkarz występujący na pozycji obrońcy, reprezentant kraju.

## Życiorys
Jest wychowankiem Tatabányai Bányász SC, w tym też klubie w 1984 roku zaczynał seniorską karierę. W sezonie 1986/1987 zajął z klubem trzecie miejsce w NB I, zaś sezon później zdobył wicemistrzostwo kraju. W 1991 roku przeszedł do Fortuny Sittard. W Eredivisie zadebiutował 18 sierpnia w zremisowanym 0:0 spotkaniu z MVV Maastricht. W sezonie 1992/1993 spadł z klubem z ligi i w 1994 roku wrócił na Węgry, podpisując kontrakt z BVSC. W sezonie 1995/1996 został wraz z klubem wicemistrzem Węgier. W latach 1996–1999 był piłkarzem Komáromi FC, z którym w 1998 roku awansował do NB II. Następnie grał w Lombardzie Tatabánya, z którym w 2000 roku awansował do NB I. W 2001 roku zakończył karierę.

## Statystyki ligowe
| Sezon     | Klub                  | Liga           | Mecze | Gole |
| --------- | --------------------- | -------------- | ----- | ---- |
| 1984/1985 | Tatabányai Bányász SC | NB I           | 13    | 0    |
| 1985/1986 | Tatabányai Bányász SC | NB I           | 22    | 0    |
| 1986/1987 | Tatabányai Bányász SC | NB I           | 26    | 0    |
| 1987/1988 | Tatabányai Bányász SC | NB I           | 26    | 3    |
| 1988/1989 | Tatabányai Bányász SC | NB I           | 29    | 0    |
| 1989/1990 | Tatabányai Bányász SC | NB I           | 24    | 0    |
| 1990/1991 | Tatabányai Bányász SC | NB I           | 24    | 0    |
| 1991/1992 | Fortuna Sittard       | Eredivisie     | 28    | 1    |
| 1992/1993 | Fortuna Sittard       | Eredivisie     | 21    | 2    |
| 1993/1994 | Fortuna Sittard       | Eerste divisie | 24    | 1    |
| 1994/1995 | BVSC-Dreher           | NB I           | 19    | 3    |
| 1995/1996 | BVSC-Dreher           | NB I           | 16    | 0    |
| 1996/1997 | Komáromi FC           | NB III         | ?     | ?    |
| 1997/1998 | Komáromi FC           | NB II          | ?     | ?    |
| 1998/1999 | Komáromi FC           | NB I B         | ?     | ?    |
| 1999/2000 | Lombard FC Tatabánya  | NB I B         | 26    | 1    |
| 2000/2001 | Lombard FC Tatabánya  | NB I           | 13    | 1    |